# 骝岗水道

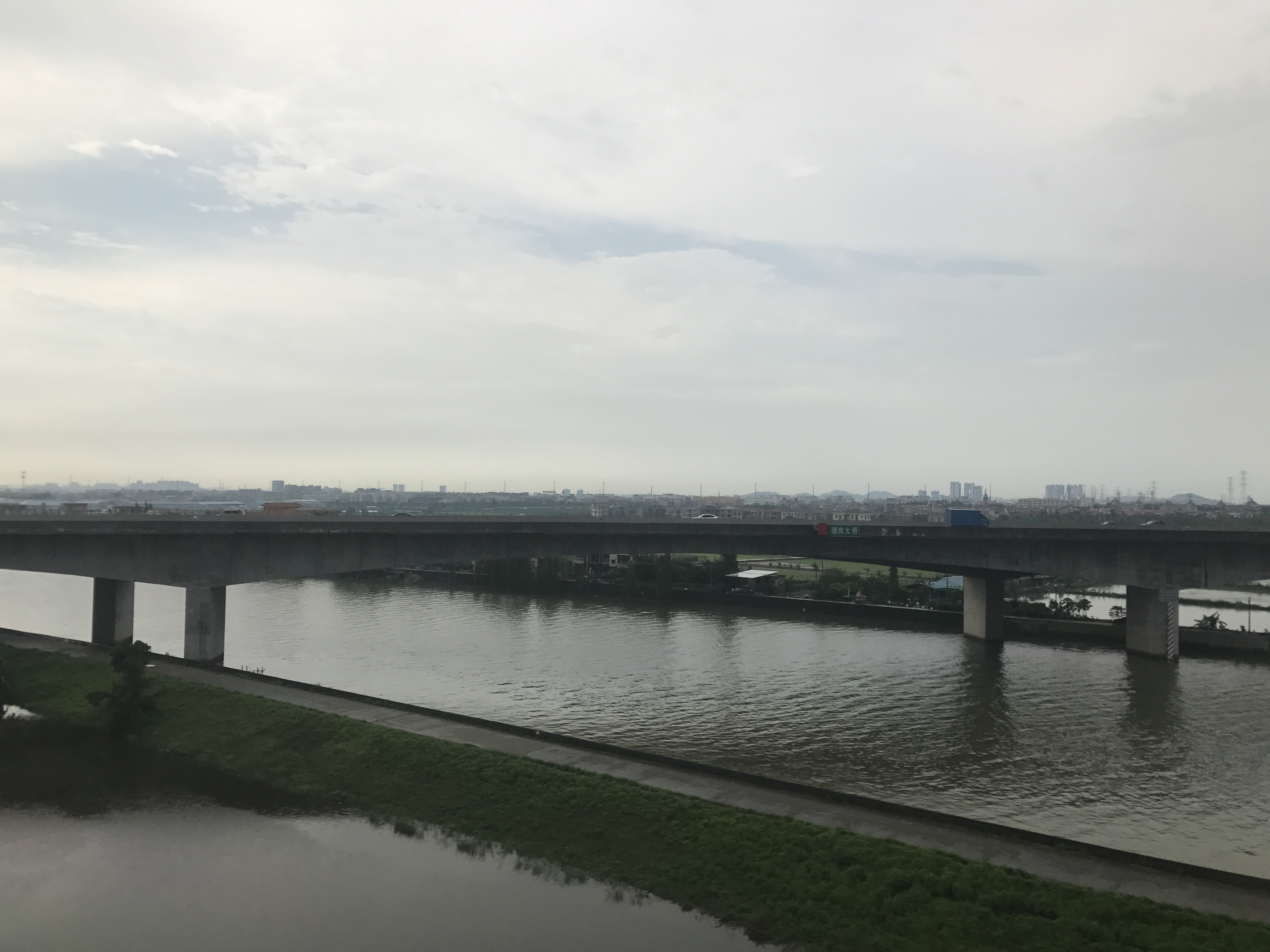
骝岗水道与骝岗大桥。

骝岗水道，也作沙鼻涌，位于中国广东省广州市南沙区北部，起自东涌镇（旧属番禺区）石基村委会以西沙鼻头，接沙湾水道，蜿蜒向东南，至黄阁镇南涌口村委会以西龟头石，与高沙河共同汇入蕉门水道。水道全长17千米。骝岗水道内水量主要依靠西江、北江干流的过境客水，常在冬春相交的干旱少雨季节，发生咸潮上溯现象。